# Peter von Wichert
Peter von Wichert (* 30. September 1935 in Riga) ist ein deutscher Internist und emeritierter Direktor der Medizinischen Poliklinik an der Philipps-Universität Marburg.

## Beruflicher Werdegang
Peter von Wichert absolvierte von 1953 bis 1958 ein Medizinstudium an der Martin-Luther-Universität Halle-Wittenberg und an der Medizinischen Akademie Magdeburg, an der er 1959 auch promoviert wurde. Anschließend übernahm er eine zweijährige Tätigkeit am Institut für Normale und Pathologische Physiologie der Universität zu Köln. Ab 1963 war er Assistent und Oberarzt an der ersten Medizinischen Klinik des Universitätsklinikums Eppendorf in Hamburg, wo er 1970 habilitiert wurde. 1981 erfolgte seine Berufung als Ordinarius und Direktor der Medizinischen Poliklinik der Philipps-Universität Marburg. Von 1992 bis 1995 war Wichert Präsident der Deutschen Gesellschaft für Internistische Intensivmedizin. Nach einer einjährigen Präsidentschaft (1997/1998) der Deutschen Gesellschaft für Innere Medizin fungierte er von 1999 bis 2009 als Vizepräsident der Arbeitsgemeinschaft der Wissenschaftlichen Medizinischen Fachgesellschaften (AWMF).
Sein wissenschaftlicher Schwerpunkt liegt in der Erforschung der Pathophysiologie von Lungenerkrankungen. Peter von Wichert ist Ehrenmitglied der Deutschen Gesellschaft für Innere Medizin und gehört seit 1995 der Deutschen Akademie der Naturforscher Leopoldina an. 2015 erhielt er die Ernst-von-Bergmann-Plakette der Bundesärztekammer.